# Miroslav Gojo
Miroslav Gojo (Tuzla, 13. kolovoza 1950.), hrvatski stručnjak iz područja tiskovne forme, sveučilišni profesor i dužnosnik

## Životopis
Rođen je u Tuzli u poznatoj tuzlanskoj obitelji Gojo, talijanskog podrijetla.U rodnom gradu završio osnovnu školu i gimnaziju. Upisao je Tehnološki fakultet Sveučilišta u Zagrebu, na kojem je diplomirao 1976. godine. Poslije diplomiranja asistent na Zavodu za fizikalnu kemiju na matičnom fakultetu, na kojem je magistrirao 1979. godine. Poslije magistriranja izabran je u zvanje znanstvenog asistenta. Sljedeće godine se zaposlio u RIZ-u - Tvornici poluvodiča. Radio je kao istraživač u razvoju čipova. 1990. godine prešao je na Grafički fakultet Sveučilišta u Zagrebu gdje je bio viši asistent na kolegiju Tiskovne forme. Na doktorski studij išao je u Sloveniju, u Ljubljani gdje je 1995. godine obranio doktorsku disertaciju na Fakulteti za naravoslovje in tehnologijo. 1998. godine izabran je u zvanje docenta, 2002. u zvanje izvanrednog profesora a 2006. u zvanje redovitog profesora u području tehničkih znanosti, polje grafička tehnologija, za skupinu predmeta Tiskovne forme. Član Organizacijskih odbora različitih znanstvenih skupova. Član je više domaćih i međunarodnih znanstvenih i stručnih udruga. Od 2017. predsjednik Nadzornog odbora Društva sveučilišnih nastavnika i drugih znanstvenika u Zagrebu.
Gostujući profesor na Fakultetu tehničkih znanosti Sveučilišta u Novom Sadu. Sudionik na nekoliko domaćih i međunarodnih projekata. Voditelj domaćeg i bilateralnog projekta Hrvatska - Slovenija.
Napisao više znanstvenih radova u domaćim i međunarodnim časopisima. Sudionik velikog broja znanstvenih skupova u zemlji i inozemstvu. Urednik više zbornika radova. Sa Sanjom Mahović Poljaček napisao udžbenik Osnove tiskovnih formi. Zaslužni građanin Grada Zagreba.

## Vanjske poveznice
- Tko je tko u hrvatskoj znanosti  Arhivirana inačica izvorne stranice od 14. siječnja 2018. (Wayback Machine)
- Hrvatska znanstvena bibliografija
- Italiani a Zagabria Događanja - Dr Gojo na Predbožićni domjenak i koncert u Talijanskom institutu za kulturu 9. prosinca 2016., 11. prosinca 2016.